# Lovendegem
Lovendegem (fr. Lovendeghem) – dzielnica (deelgemeente) gminy Lievegem w Belgii, w Regionie Flamandzkim, w prowincji Flandria Wschodnia, w okręgu Gandawa. 1 stycznia 2020 roku liczyła 9574 mieszkańców. Do 31 grudnia 2018 samodzielna gmina.

## Demografia
- Źródła: NIS, od 1806 do 1981= według spisu; od 1990 liczba ludności w dniu 1 stycznia

1 stycznia 2020 całkowita populacja Lovendegem liczyła 9574 osoby. Łączna powierzchnia gminy wynosi 19,48 km², co daje gęstość zaludnienia 491 mieszkańców na km².